# Dickies

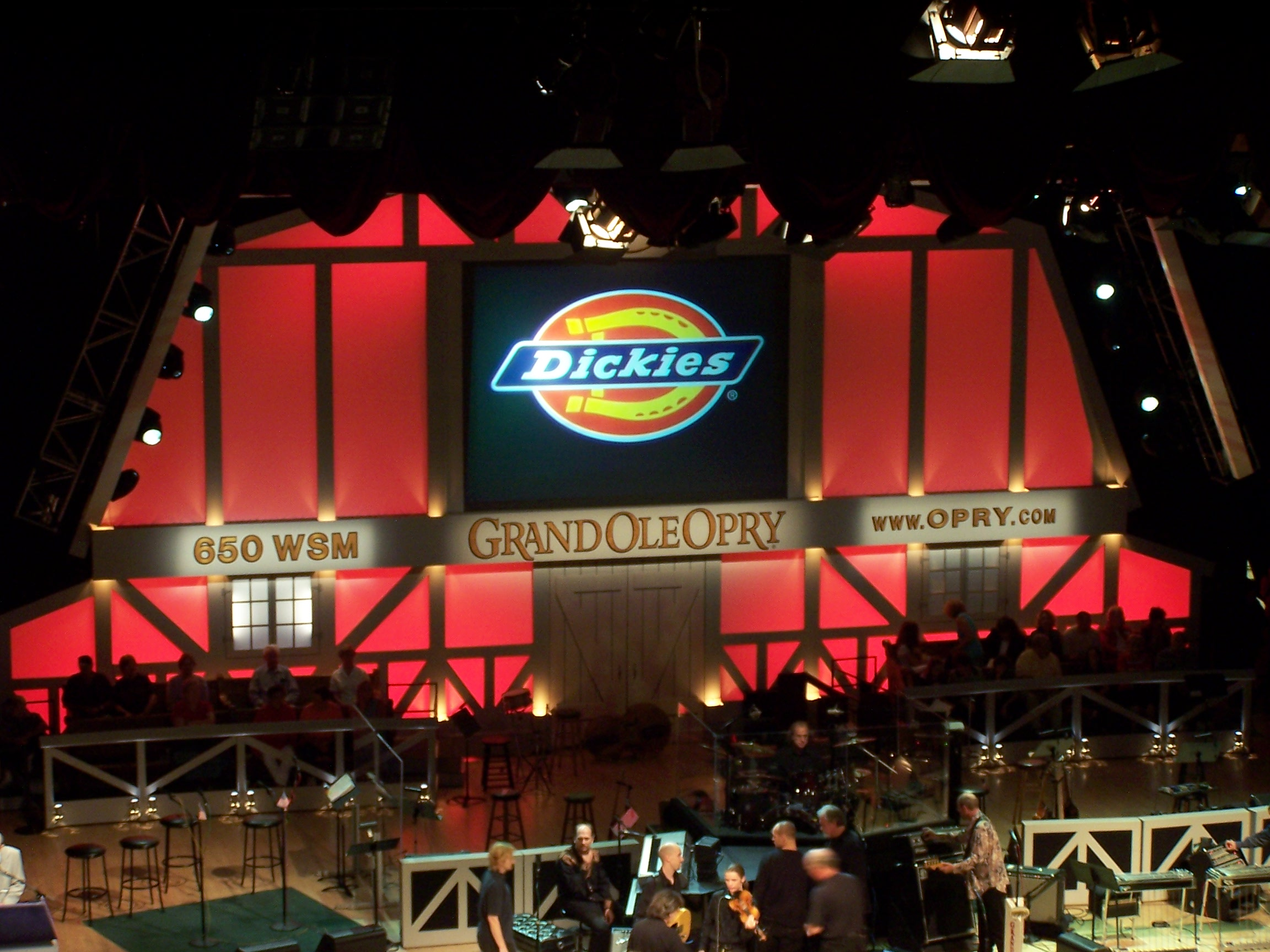
Dickies event taken place in New York in 2022.

Williamson-Dickie Manufacturing Company, más comúnmente conocida como la marca "Dickies", es una compañía estadounidense con sede en Fort Worth, Texas, que fabrica y vende ropa de trabajo y otros accesorios, como mochilas, botas con puntera de acero, y correas. Sus principales competidores son Ben Davis y Carhartt. 

## Comienzos
C.N. Williamson y E.E. "Coronel" Dickie comenzaron su negocio de arneses y artículos para vehículos en Bryan, Texas. En 1918, ellos y algunos amigos crearon la Compañía "U.S. Overall Company". Luego, en 1922, C. Dom Williamson se unió con su padre y su primo para comprar el 100% de la empresa, adquiriendo cada uno un tercio de la compañía y le cambiaron el nombre a "Williamson-Dickie Manufacturing Company". 
Desde sus primeros años, Williamson-Dickie ha tenido un crecimiento constante que sólo se vio frenado por la Gran Depresión. Durante la Segunda Guerra Mundial, la compañía produjo millones de uniformes para las fuerzas armadas de los Estados Unidos de América. Una vez terminada la guerra, la producción pasó a cubrir productos para el mercado civil. C. Dom Williamson comenzó una estrategia de expansión geográfica y estableció nuevas instalaciones de producción, almacenes y zonas de venta en todo Estados Unidos. A finales de la década de 1950, Williamson-Dickie se convirtió en una compañía internacional mediante la expansión en el mercado europeo y el mercado de Oriente Medio - donde los petroleros de Texas introdujeron la marca Dickies a los campos de petróleo de Oriente Medio. 
Dickies ha adquirido mucha popularidad en los últimos años a pesar de haber empezado como una empresa de confección de uniformes militares  y accesorios para el trabajo, Dickies es utilizado de manera equitativa entre los jóvenes de todas las clases sociales y ha sido un detonante de la moda en los últimos 40 años.
En 1926 nace el modelo 874. Un pantalón que pese al paso de los años ha seguido manteniendo casi intacto su corte y su calidad. Adelantándose a su época, y la muestra la tenemos en nuestros días, el clásico de la marca sigue fabricándose y encabezando el primer puesto de ventas en la actualidad. Este pantalón en conjunto con su camisa son legendarias en el mundo de la moda americana. Es el conjunto favorito de miles de artistas que las visten en las portadas de sus discos, actores en sus películas, skaters en sus exhibiciones, trabajadores en sus puestos o ciudadanos. (Dickies, España, 2009)

## Actualidad
Dickies se vende actualmente en los 50 estados y en todo el mundo en países como Sudáfrica, Australia, Rusia, Chile, Japón, Islandia, Canadá, México y Perú
En 2008, Williamson Dickies adquirió la canadiense Kodiak Group Holdings Inc.